# Індраварман III
Індраварман III (кхмер. ឥន្ទ្រវរ្ម័នទី៣) — правитель Кхмерської імперії.

## Правління
Був зятем Джаявармана VIII. Його дружина зрадила свого батька, передавши чоловіку священний меч — символ державної влади, після чого Джаяварман зрікся престолу на користь Індравармана III.